# Nana Obiri Boahen
Nana Obiri Boahen (* 24. Juni 1960, Sunyani-Odumasi, Brong Ahafo Region, Ghana) ist ein führender Politiker und Jurist Ghanas. Boahen wurde bei der aktuellen Regierungsumbildung Staatsminister im Ministerium für Inneres unter Innenminister Kwamina Bartels zum 1. August 2007.
Boahen besuchte die Sunyani Secondary School und studierte Jura an der Universität von Ghana sowie später an der Ghana Law School in Accra. Er ist in der internationalen Rechtsanwaltsvereinigung sowie bei Amnesty International aktiv. Als Jurist war er langjähriger Berater der Volksvertretungen in den Distrikten der Brong Ahafo Region. Als Jugendorganisator war er im Danquah-Busia-Club tätig und erster Vorsitzender der Jugendorganisation der Regierungspartei New Patriotic Party, deren Mitglied Boahen ist. 
Die Nominierung von Boahen durch Präsident John Agyekum Kufuor war sehr umstritten und wurde in der ghanaischen Presse stark diskutiert.